# Autoradiographie

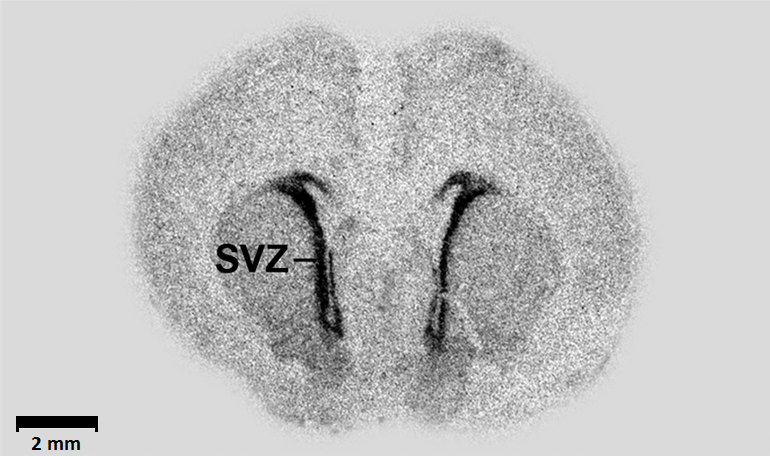
Autoradiogramm eines Schnitts durch das Gehirn eines Rattenembryos. Die Markierung erfolgte mit Oligonukleotid-Sequenzen, die mit ^{35}S-dATP (Desoxyadenosintriphosphat) konjugiert waren und an GAD67 (Glutamatdecarboxylase 67) binden. Die Bereiche mit hoher Radioaktivität (hohe Markerkonzentration) sind schwarz. Dies ist insbesondere in der subventrikulären Zone (SVZ) der Fall. Der schwarze Maßstabsbalken entspricht einer Länge von 2 mm.

Autoradiographie oder Radiographie (häufige Abkürzung AURA) bezeichnet die Sichtbarmachung einer chemischen Komponente durch radioaktive Nuklide, ursprünglich durch Schwärzung eines fotografischen Filmes, inzwischen vermehrt mit Hilfe eines Strahlungsdetektors. Die dabei erhaltene Aufnahme wird Autoradiogramm genannt.

## Anwendungen
Die Autoradiographie war über drei Jahrzehnte hin ein integraler Bestandteil der DNA-Sequenzierung nach Frederick Sanger. Ein Protagonist war der Pathologe Elmar Stöcker. 48 seiner Publikationen stützen sich auf die Autoradiographie. Seit den letzten Jahren des 20. Jahrhunderts werden allerdings vermehrt fluoreszierende anstelle von radioaktiv markierten DNA-Nukleotiden zur Sequenzanalyse benutzt.
Autoradiographie findet weiterhin Verwendung bei der Produktion von rekombinanten Proteinen, Analyse von enzymatischen Reaktionen, oder Identifizierung von Enzym-Substraten. Außerdem wird sie in der Pharmakokinetik angewendet, um z. B. Liberation-Absorption-Distribution-Metabolism-Excretion-Studien (LADME) zu erstellen. Die Verbindung von Autoradiographie und Neutronenaktivierung wird als Neutronenautoradiografie eingesetzt, um lokale elementare Zusammensetzungen bei Gemälden zu untersuchen.

## Durchführung
Für die Autoradiographie müssen in die zu analysierenden Moleküle radioaktive Nuklide eingeschleust werden. Aufgrund des häufigen Vorkommens der entsprechenden stabilen Isotope in Biomolekülen und ihrer relativ geringen Gefährlichkeit werden oft die Radionuklide 14C (Kohlenstoff), 35S (Schwefel), 32P (Phosphor) und 3H (Tritium) eingesetzt.
1. Beispiel – Markierung rekombinanter Proteine
Ein mit einem Expressionsplasmid transformierter Bakterienstamm wird mit einem Nährmedium versetzt, das die radioaktiv markierte Aminosäure 35S-Methionin enthält. 35S-Methionin wird in das rekombinante Protein, das auf dem Plasmid kodiert ist, eingebaut. Ein Bakterienextrakt wird per SDS-PAGE aufgetrennt, das Gel wird getrocknet, und ein Film wird aufgelegt. Nach „Belichtung“ des Films durch die vom Schwefel-35 ausgehenden Betastrahlen ist auf dem entwickelten Film die Position des rekombinanten Proteins sichtbar.
2. Beispiel – Analyse von Enzymaktivität
Eine ATPase – also ein Enzym, das ATP spaltet – wird mit radioaktiv markiertem 32P-ATP inkubiert. Die Mischung wird nach unterschiedlichen Zeiten durch Dünnschichtchromatografie aufgetrennt, die Chromatographieplatte wird getrocknet und auf Film gelegt. Die Schwärzung des Films durch 32P-Phosphat spiegelt die Aktivität des Enzyms wider.